# Troglocubazomus orghidani
Espèce
Synonymes
- Schizomus orghidani Dumitresco, 1977
- Cubazomus orghidani (Dumitresco, 1977)

Troglocubazomus orghidani est une espèce de schizomides de la famille des Hubbardiidae.

## Distribution
Cette espèce est endémique de la province de Santiago de Cuba à Cuba,. Elle se rencontre dans la grotte Cueva Atabex à Santiago de Cuba.

## Description
Troglocubazomus orghidani mesure de 4,1 à 4,8 mm.

## Étymologie
Cette espèce est nommée en l'honneur de Traian Orghidan (1917–1985).

## Publication originale
- Dumitresco, 1977 : Autres nouvelles especes du genre Schizomus des grottes de Cuba. Résultats des expéditions biospeologiques cubano-roumaines à Cuba, vol. 2, p. 147-158.